# Klein (Familie)
Die Familie Klein von Wi(e)senberg war eine altösterreichische Unternehmerfamilie, deren Wurzeln in das ausgehende 18. Jahrhundert zurückreichen und die die größte Bekanntheit während des 19. Jahrhunderts hatte. Sie war hauptsächlich in Mähren beheimatet.
Die bekanntesten Vertreter der Familie waren sechs Brüder in der zweiten Generation, die in zahlreichen Chroniken, vor allem in Mähren und Österreichisch-Schlesien erwähnt sind. In der Literatur findet man aber meist nur Franz und den jüngsten Hubert. Es ist auch nicht leicht zu entscheiden, ob erwähnte Leistungen wirklich auf einen einzelnen zutreffen oder nur der Einfachheit halber auf Franz bezogen werden, da dieser die Leitung der Gebrüder Klein sein ganzes Leben über innehatte.

## Familiengeschichte

### Erste Generation
Die Stammeltern sind Johann Friedrich Klein (* 8. Januar 1756 im Bezirk Mährisch-Schönberg; † 30. September 1835 in Groß Raigern) und Maria Elisabeth Hampel. Sie haben 1790 geheiratet.

### Zweite Generation

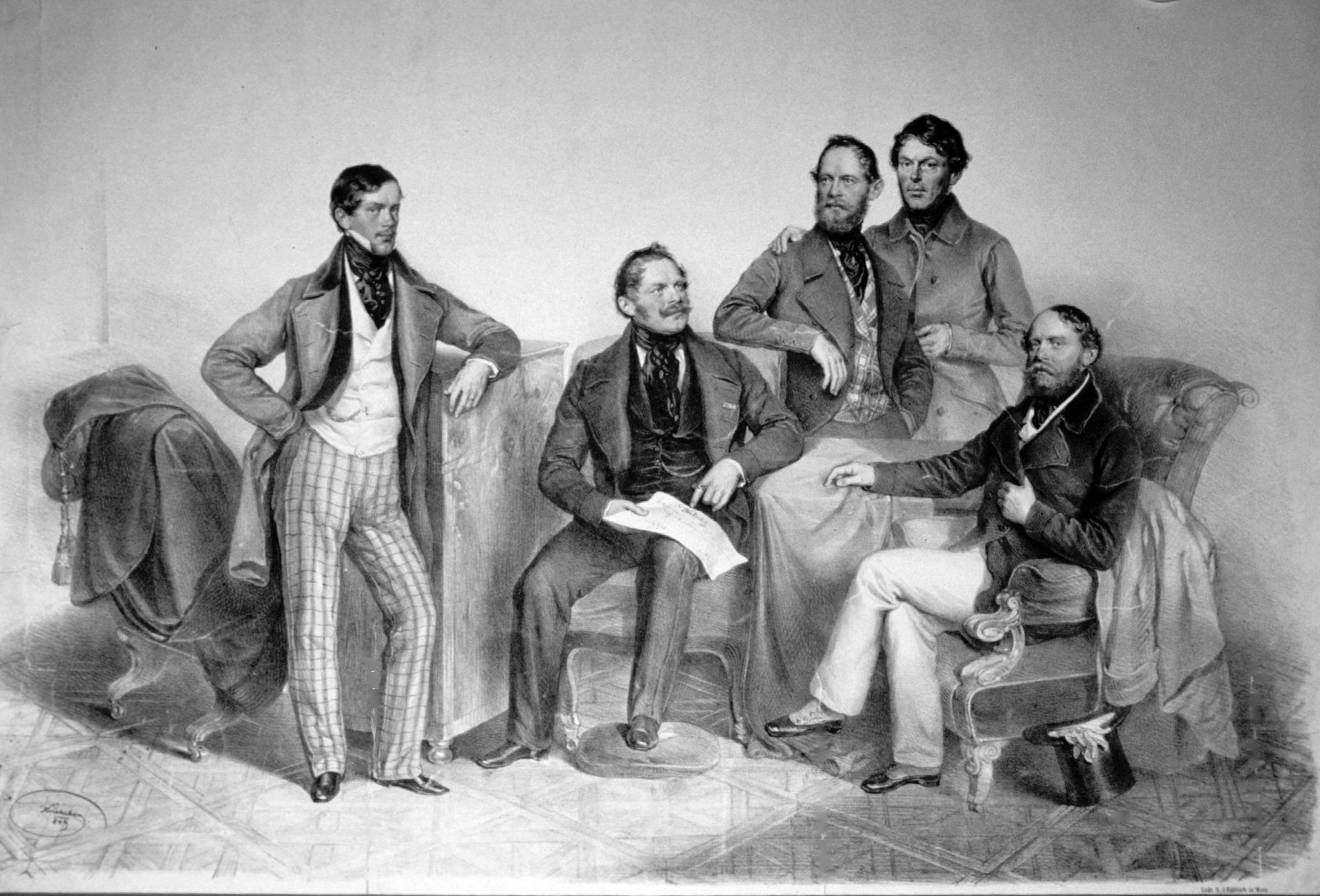
Die Brüder Klein von Wisenberg, Lithographie von Josef Kriehuber, 1849

- Josef Engelbert (* 9. Februar 1792 in Wiesenberg in Mähren; † 28. September 1830 in Groß Raigern)
- Franz (* 27. April 1800 in Wiesenberg; † 29. August 1855 in Seibersdorf in Österreich-Schlesien)
- Engelbert (* 27. August 1797 in Wiesenberg; † 9. April 1830 in Jägerndorf)
- Libor (* 2. Februar 1803 in Zuckmantel; † 9. Februar 1848 in Brünn)
- Albert (* 16. Januar 1807 in Wiesenberg; † 31. Oktober 1877 in Zöptau)
- Hubert (31. Dezember 1811 in Wiesenberg; † 28. Juli 1856 in Rzeszów in Polen).

Franz erlernte den Gärtnerberuf. Gemeinsam mit seinen Brüdern machte er sich bald selbständig und führte Straßen- und Wasserarbeiten durch.
Durch den guten Ruf, den das wachsende Unternehmen bald hatte, bekam dieses 1815 den ersten staatlichen Auftrag. Die Firma, die ihre Tätigkeiten bald auf alle Zweige des Bauwesens ausweitete, nahm Flussregulierungen vor, baute Straßen sowie Eisenbahnstrecken und errichtete Bahnhöfe. Von diesen Leistungen sind die Regulierung der March und der Bau der Semmeringbahn hervorzuheben.
Franz hatte die Leitung dieser Unternehmen bis zu seinem Tode inne. Er gilt als sozial engagiert und richtete beispielsweise Spinnschulen ein.
Verheiratet war Franz mit Franziska Hillebrandt aus Brünn, mit der er vier Kinder hatte.
Im Jahr 1859 erhielt Albert Klein den österreichischen Adelstitel Edler, 1864 das Prädikat Ritter und 1872 den Titel Freiherr, so dass er sich fortan Albert Klein von Wisenberg nannte. In der Folge wurde dieser Titel auch auf seinen Neffen Franz, den Sohn seines Bruders Franz, übertragen. Er gründete 1862 die Aktienzuckerfabrik Keltschan. Albert war verheiratet mit Amalie Langer aus Schlesien. Mit ihr hatte er elf Kinder.
Hubert Klein trat nach dem technischen Studium in die Unternehmen seiner Brüder ein und beschäftigte sich vor allem mit dem Braunkohlebergbau in Tscheitsch (Bezirk Göding). In der ebenfalls dort errichteten Glashütte wurde erstmals aus Braunkohle hergestelltes Gas nach selbst entwickeltem Verfahren im Jahr 1852 produktiv verwendet. Auch er gründete zahlreiche wohltätige Stiftungen. Verheiratet war er mit Franziska Podušková.

### Weitere Nachkommen
- Franziska (1853–1940), Tochter von Franz Klein von Wisenberg und Leopoldine Hauptmann (5. Generation), war verheiratet mit Franz von Ringhoffer.
- Friederike (1855–1936), eine weitere Tochter, war verheiratet mit Emanuel Freiherr von Ringhoffer.
- Marie (1858–1951), eine weitere Tochter, war verheiratet in erster Ehe mit Carl Freiherr von Ludwig, k.u.k. Feldmarschall-Leutnant, und in zweiter Ehe mit Viktor Freiherr von Ringhoffer.
- Emmy Freiin von Ringhoffer (1858–1947), Tochter von Franz Freiherr von Ringhoffer und Josephine Schallowetz, war verheiratet mit Franz Freiherr Klein von Wisenberg (1851–1930)

### Die Familie heute
Die Nachkommen der Familie leben in Österreich und Deutschland.

## Bauunternehmung Gebrüder Klein

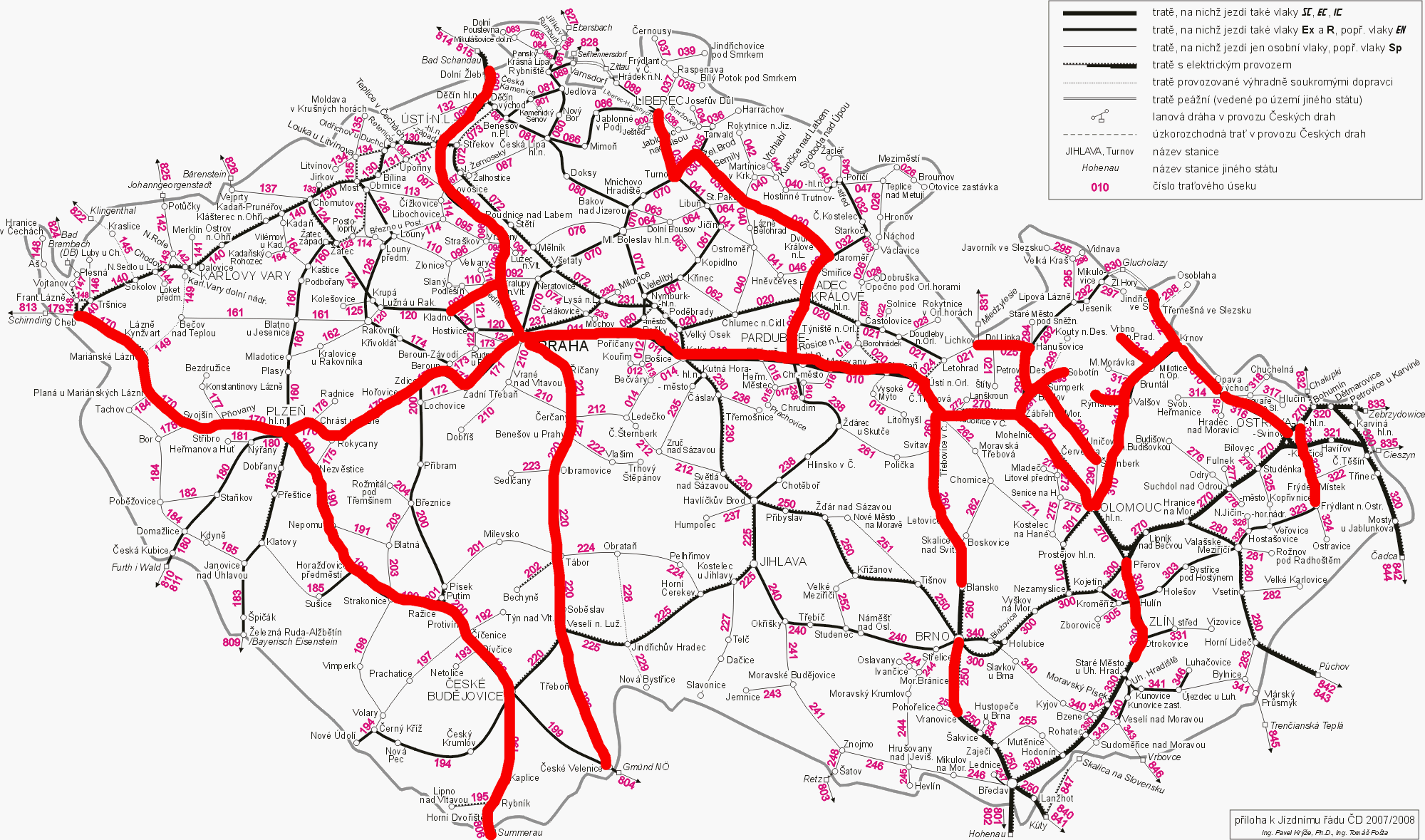
Bahnstrecken in Tschechien, welche von den Gebrüdern Klein gebaut wurden.

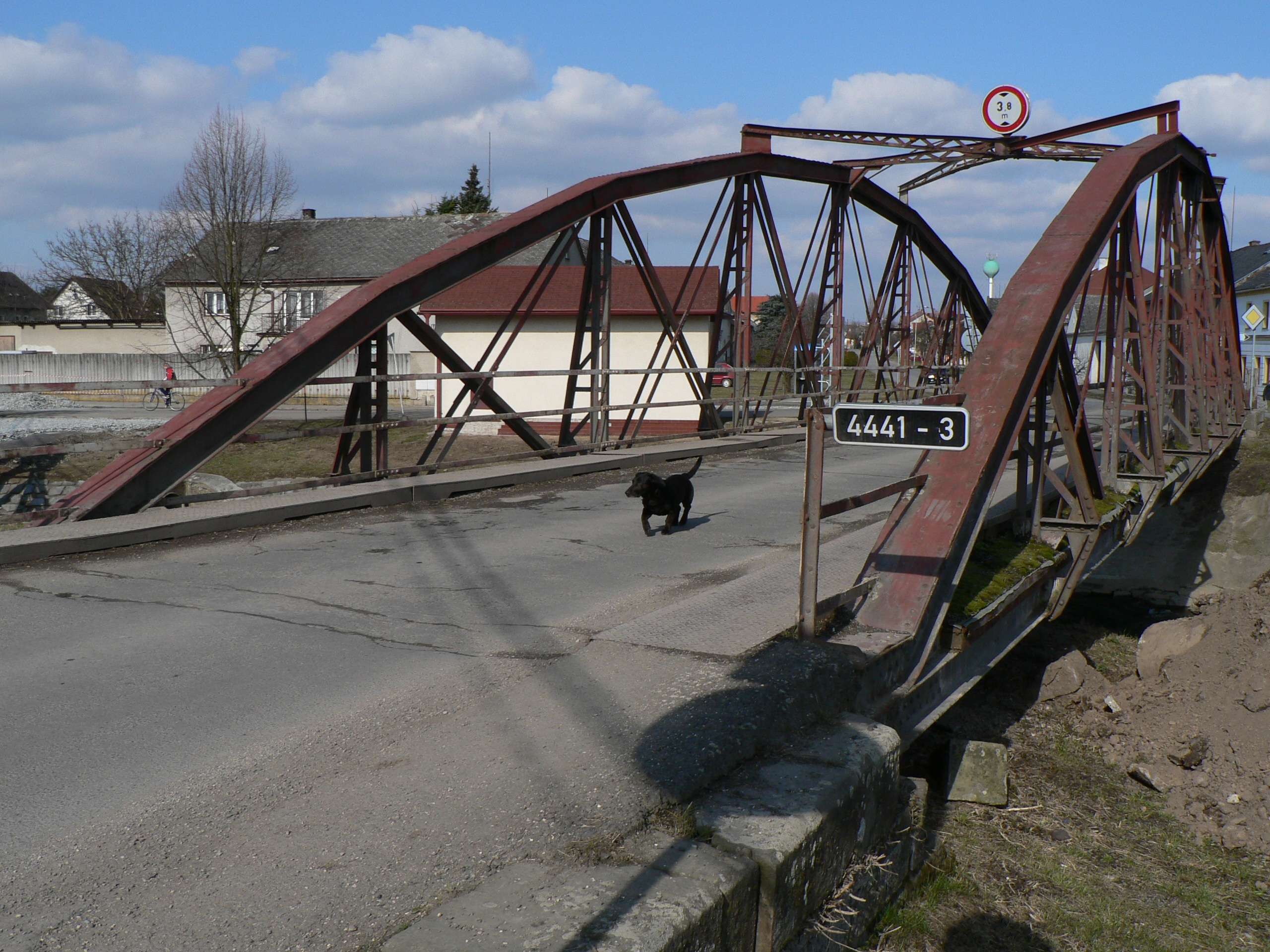
Eine der von Klein gebauten Brücken aus dem Jahr 1888 über die March (Morava)

Die Brüder Klein gehörten zu den Pionieren des Eisenbahnbaus in der k.k. Monarchie. Die erste von ihnen errichtete Strecke entstand 1837 mit der ersten Etappe der Kaiser-Ferdinands-Nordbahn zwischen Wien und Gänserndorf, zugleich die erste Dampfeisenbahn in Österreich-Ungarn. Für die Erdarbeiten und die gemauerten Brücken verrechnete das Unternehmen einen Betrag von 175.599 Gulden.
1847 entstand das Unternehmen Gebrüder Klein (ab 1869 Gebr. Klein, A. Schmoll & E. Gaertner Bau-Unternehmung, Wien, Praterstraße 60), gemeinsam mit zwei namhaften deutschen und österreichischen Ingenieuren. Zeitweise war auch der Bauunternehmer Carl von Schwarz am Unternehmen beteiligt. Zu den bedeutendsten in dieser Zeit errichteten Bauten zählte der Scheiteltunnel der Semmeringbahn. Mit der Kronprinz-Rudolfs-Bahn von St. Valentin/Amstetten nach Tarvis errichtete das Unternehmen zu Beginn der 1870er Jahre eine weitere Alpentransversale.
Bis 1873 errichteten die Brüder Klein über 3.500 Kilometer Bahnstrecken und Eisenbahnbrücken im gesamten Gebiet der k.u.k. Monarchie sowie in Mittel- und Osteuropa. Auch der heutige Prager Masaryk-Bahnhof (Masarykovo nádraží) wurde von einem Konsortium der Brüder gemeinsam mit Karl Adalbert Lanna errichtet.
Im Jahr 1844 erwarben die Brüder die Herrschaft Zöptau (tschechisch: Sobotin), und damit auch die alten Eisenwerke Zöptau (Zöptauer Gewerkschaft). Der Besitz dieser Werke ermöglichte es dem Unternehmen, den benötigten Stahl für die Bauten selbst und damit kostengünstiger und rascher herzustellen. In Zöptau entstand in der Folge eine Brückenbaufabrik, die vorerst Kettenbrücken herstellte, später auch andere Stahlbrücken. Bis zum Jahr 1898 wurden allein 1.436 Eisenbahnbrücken hergestellt. Darunter befinden sich beispielsweise die Eisenbahnbrücke Steyregg, die Donaubrücke Mauthausen, die Mauterner Brücke, die Wiener Nordwestbahnbrücke sowie die Nordbahnbrücke, einen Teil der Anghel-Saligny-Brücke bei Cernavoda (Rumänien) und die Elbbrücke Lauenburg (Deutschland). Auch die erste Wiener Reichsbrücke wurde vom Unternehmen gebaut.
Die Familie Klein war im 19. Jahrhundert durch Geschwisterehen mehrfach mit der Prager Industriellenfamilie Ringhoffer verbunden.

## Literatur

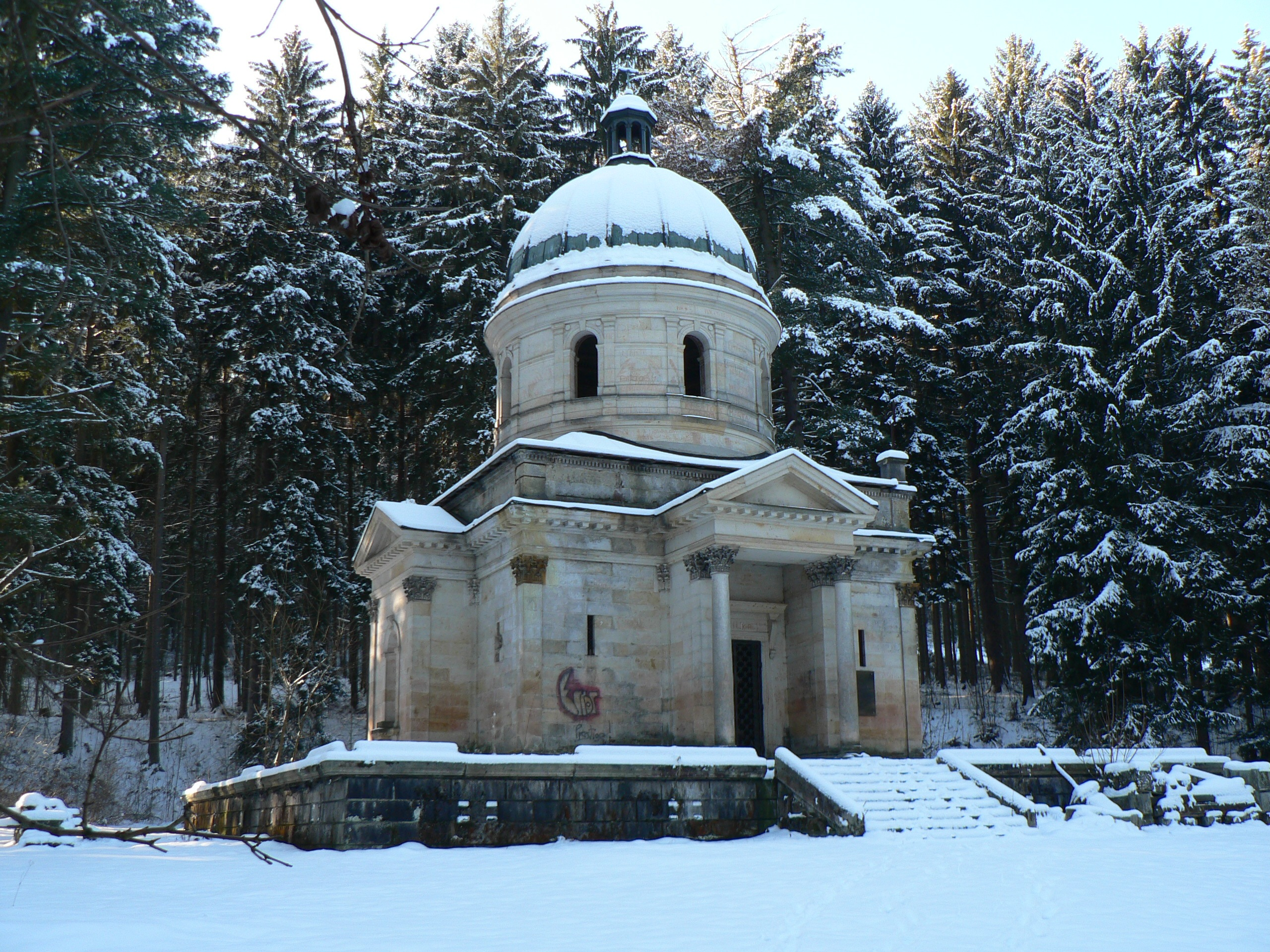
Mausoleum der Familie in Zöptau